# Pensionsmyndigheten
Pensionsmyndigheten är en statlig svensk myndighet som började sitt arbete den 1 januari 2010. 
Pensionsmyndigheten har det samlade ansvaret för den allmänna pensionen och uppdraget är att administrera och betala ut den allmänna pensionen, men också att ge såväl generell som individuell information om pensionen.
Den första generaldirektören för myndigheten var Katrin Westling Palm, Palm utsågs till ny chef för Skatteverket november 2017 . Anna Pettersson Westerberg är generaldirektör. Styrelseordförande är Anita Johansson.
Pensionsmyndigheten sorterar under Socialdepartementet.
Myndigheten har sitt huvudkontor vid Hornstull i Stockholm. Kontor finns också i Halmstad, Karlstad, Visby, Växjö, Luleå, Söderhamn och Gävle. Antalet anställda är cirka 1 600.
Myndigheten är från 1 oktober 2022 beredskapsmyndighet och ingår i beredskapssektorn ekonomisk säkerhet.

## Allra-affären 2017
Våren 2017 publicerade Svenska Dagbladet kritik mot finansföretaget Allra, vilken bland annat ledde till att Pensionsmyndigheten stängde av Allra från pensionssystemet. Allra försökte få förbudet inhiberat, men förvaltningsdomstolen i första instans vägrade ta upp ärendet.

## Generaldirektörer
- 2010–2017: Katrin Westling Palm
- 2017–2018: Maria Rydbeck (vikarierande)
- 2018–2023: Daniel Barr
- 2023–2024: Kajsa Möller (vikarierande)
- 2024–: Anna Pettersson Westerberg[7]

## Pensionsmyndighetens uppgifter i krig
Pensionsmyndigheten deltar i samverkansforumet SOES (Samverkansområdet för ekonomisk säkerhet) som syftar till att stärka robustheten för samhällsviktiga betalningar och därmed bibehålla förtroendet för dessa. Bland annat finns det en beredskap för alternativa utbetalningsvägar om utbetalning av pensionen skulle stoppas vid exempelvis ett större elavbrott eller en it-attack mot banksystemet.

## Fotnoter
1. ↑  Skatteverkets nya gd: ”Måste tjäna förtroendet varje dag” Svenska Dagbladet 5 oktober 2017. Läst 5 januari 2018.
2. ↑  ”Regeringen utser Kajsa Möller till vikarierande generaldirektör för Pensionsmyndigheten”. Regeringskansliet. Regeringen och Regeringskansliet. 16 mars 2023. https://www.regeringen.se/pressmeddelanden/2023/03/regeringen-utser-kajsa-moller-till-vikarierande-generaldirektor-for-pensionsmyndigheten/. Läst 22 juni 2023.
3. ↑  Ledningsgrupp Pensionsmyndighetens webbplats.
4. ↑  Pensionsmyndighetens styrelse Pensionsmyndighetens webbplats.
5. ↑  ”Organisation och vårt uppdrag”. Pensionsmyndigheten. 16 januari 2024. https://www.pensionsmyndigheten.se/om-pensionsmyndigheten/vart-uppdrag-och-organisation/organisation-och-vart-uppdrag. Läst 17 januari 2024.
6. ↑  1a § förordningen (2009:1173) med instruktion för Pensionsmyndigheten och 18, 23 §§ bilaga 1-2 förordningen (2022:524) om statliga myndigheters beredskap
7. ↑  ”Anna Pettersson Westerberg ny generaldirektör för Pensionsmyndigheten”. Regeringskansliet. Regeringen och Regeringskansliet. 16 januari 2024. https://www.regeringen.se/pressmeddelanden/2024/01/anna-pettersson-westerberg-ny-generaldirektor-for-pensionsmyndigheten/. Läst 16 januari 2024.
8. ↑  ”Pensionsmyndigheten”. www.krisinformation.se. Pensionsmyndigheten. 10 oktober 2023. https://www.krisinformation.se/detta-gor-samhallet/mer-om-sveriges-krishanteringssystem/samhallets-ansvar/tio-beredskapssektorer/pensionsmyndigheten. Läst 23 januari 2025.